# Savina Dolores Massa
Savina Dolores Massa (Oristano, 16 settembre 1957) è una scrittrice, poetessa, attrice e drammaturga italiana.

## Biografia
Savina Dolores Massa è considerata una delle voci più interessanti della cosiddetta "nuova letteratura sarda". Il suo esordio avviene con “Undici”, romanzo che risulta finalista al premio Calvino nel 2007. Il suo romanzo “Mia figlia follia” è tradotto in francese.
Le opere di Savina Dolores Massa sono oggetto di studio e di analisi critica, tra le altre cose, per le soluzioni narrative e l'introspezione intima dei personaggi È autrice di 6 romanzi, una raccolta di racconti e una di poesie. Numerose le sue partecipazioni ad antologie e raccolte di racconti e poesie.
Tutti i suoi libri sono editi da Il Maestrale di Nuoro. Alcune sue poesie sono state tradotte in spagnolo dal traduttore Rafael Hernández Aguilar e lette in occasione di un convegno internazionale di poesia tenutosi a Città del Messico. Le stesse poesie sono state poi pubblicate sulle pagine della rivista Periódico de poesía dell'Universidad de Ciudad del Mexico, con testo originale a seguito  Archiviato il 25 gennaio 2020 in Internet Archive.. 

Savina Dolores Massa è attrice e coautrice degli spettacoli della compagnia Hanife Ana Teatro Jazz di cui è cofondatrice.

Vive a Oristano.

## Opere

### Narrativa
- Undici, edizioni Il Maestrale, Nuoro, 2008
- Mia figlia follia, Il Maestrale, Nuoro, 2010
- Ogni madre, Il Maestrale, Nuoro, 2012[7]
- Cenere calda a mezzanotte, Il Maestrale, Nuoro, 2013
- Il carro di Tespi, Il Maestrale, Nuoro, 2016
- A un garofano fuggito fu dato il mio nome, Il Maestrale, Nuoro, 2019
- Lampadari a gocce, Il Maestrale, Nuoro, 2020
- Voltami Il Maestrale, Nuoro, 2022

### Poesia
- Per assassinarvi, Piacere siamo spettri, Il Maestrale, Nuoro, 2017